# Torymus eumelis
Torymus eumelis är en stekelart som först beskrevs av Walker 1842.  Torymus eumelis ingår i släktet Torymus och familjen gallglanssteklar. Inga underarter finns listade i Catalogue of Life.